# Valle del Almanzora
Valle del Almanzora és una comarca de la província d'Almeria, que té una extensió de 1.631 kilòmetres quadrats i una població de 53.168 habitants. Agrupa dos dels tres àmbits agraris en els quals es divideix el curs del riu Almanzora. Són l'Alto i Medio Almanzora. El tercer, conegut com a Baix Almanzora forma part de la comarca del Levante Almeriense. La comarca de Los Filabres-Tabernas forma el límit meridional de la Vall i al nord limita amb la Comarca de los Vélez.